# Municipio de Vale (Dakota del Sur)
El municipio de Vale (en inglés: Vale Township) es un municipio ubicado en el condado de Butte en el estado estadounidense de Dakota del Sur. En el año 2010 tenía una población de 120 habitantes y una densidad poblacional de 121,29 personas por km².

## Geografía
El municipio de Vale se encuentra ubicado en las coordenadas 44°37′10″N 103°24′2″O / 44.61944, -103.40056. Según la Oficina del Censo de los Estados Unidos, el municipio tiene una superficie total de 0.99 km², de la cual 0,99 km² corresponden a tierra firme y (0 %) 0 km² es agua.

## Demografía
Según el censo de 2010, había 120 personas residiendo en el municipio de Vale. La densidad de población era de 121,29 hab./km². De los 120 habitantes, el municipio de Vale estaba compuesto por el 97,5 % blancos, el 0,83 % eran amerindios y el 1,67 % eran de una mezcla de razas. Del total de la población el 0,83 % eran hispanos o latinos de cualquier raza.